# ۲۲۶ (میلادی)

## رویدادها

### بر پایه مکان

#### چین
- یک بازرگان از امپراتوری روم، که چینی‌ها او را «چین لون» خطاب می‌کردند به شهر هانوی می‌رسد و برای ملاقات با سون چوان از ووی شرقی برده می‌شود، که از او می‌خواهد درباره  کشورش و مردم آن گزارشی تهیه کند.

#### امپراتوری ایران
- تیسفون، که تاکنون پایتخت شاهنشاهی اشکانی بود، به دستان امپراتوری ساسانی سقوط می‌کند و آن را پایتخت خودشان اعلام می‌کنند که منجر به پایان رسیدن شاهنشاهی اشکانی می‌شود.

## مرگ‌ها
- سائو پی، امپراتور چینی
- فرن-ساسان، فرمانروای پادشاهی سورن